# Vlkov nad Lesy
Vlkov nad Lesy (deutsch Wlkow, auch Wilkow) ist ein Ortsteil der Gemeinde Běrunice in Tschechien. Er liegt sechs Kilometer östlich von Městec Králové und gehört zum Okres Nymburk.

## Geographie
Vlkov nad Lesy befindet sich auf einem Hügel der Ostböhmischen Tafel. Nördlich des Dorfes erhebt sich der Smrčí (273 m) und im Südosten der Vyšehrad (263 m).
Nachbarorte sind Střihov und Skochovice im Norden, Lužec nad Cidlinou im Nordosten, Žabí Lhotka im Osten, Nepolisy im Südosten, Lišičky und Hlínov im Süden, Malá Strana, Velké Výkleky und Běruničky im Südwesten, Městec Králové im Westen sowie Nový im Nordwesten.

## Geschichte
Die erste schriftliche Erwähnung eines Hofes Wlkow erfolgte 1350. Im Jahre 1369 wurde das Dorf als Wlikow erwähnt. An der heutigen Kiesgrube befand sich wahrscheinlich eine Feste. 1432 wurde Vlkov an die Herrschaft Skochovice angeschlossen. Nachdem Vojtěch von Pernstein (1490–1534) diese 1521 erworben hatte, schlug er sie zu Chlmetz hinzu. 1611 kaufte Wenzel Wchynsky von Wchynitz und Tettau das Dominium Chlumetz. 1835 lebten in Vlkov 335 Menschen, seitdem ist die Einwohnerzahl rückläufig.
Nach der Aufhebung der Patrimonialherrschaft bildete Vlkov ab 1850 einen Ortsteil der politischen Gemeinde Skochovice im Bezirk Poděbrady. 1907 entstand die Gemeinde Vlkov, die seit 1949 den Namen Vlkov nad Lesy trägt. Zum 1. Januar 1961 wurde Vlkov nad Lesy nach Běrunice eingemeindet und kam zugleich zum Okres  Nymburk. 1991 hatte der Ort 81 Einwohner. Im Jahre 2001 bestand das Dorf aus 57 Wohnhäusern, in denen 80 Menschen lebten.

## Sehenswürdigkeiten
- Kirche Johannes des Täufers, der ursprünglich gotische Bau ist seit 1361 nachweisbar
- Jagdschloss Vlkov nad Lesy, errichtet in der zweiten Hälfte des 18. Jahrhunderts durch Franz Ferdinand Graf Kinsky. Das Schloss diente ab 1895 als Forsthaus. Nach der Enteignung der Grafen Kinsky im Jahre 1945 erfolgte die Verstaatlichung. Seit den 1970er Jahren wurde das Schloss als Betriebsferienheim durch verschiedene Betriebe des Okres Nymburk genutzt. Nach 1990 wurde es privatisiert und ist nicht mehr zugänglich. Bei der Sanierung wurde es stark verändert und das Schindeldach durch eine Asbestzementeindeckung ersetzt.

## Söhne und Töchter der Gemeinde
- Octavian Joseph Graf Kinsky (1813–1896), Pferdezüchter